# Indianapolis 500 1916

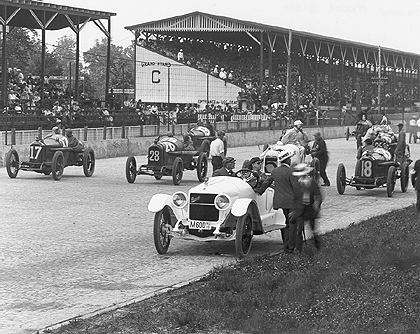
Kurz vor dem Start zum Indianapolis 500 im Jahr 1916

Das 6. Indianapolis 500 (offiziell 6th 300 Mile International Sweepstakes Race) auf dem Indianapolis Motor Speedway fand am 30. Mai 1916 statt.

## Das Rennen
Das Rennen ging über eine Distanz von 120 Runden à 4,023 km, was einer Gesamtdistanz von 482,8 km entspricht. Die Rennleitung hatte das Rennen auf 120 Runden, also 300 Meilen angesetzt. Es war das einzige Indianapolis 500 der Geschichte, das auf weniger als 500 Meilen angesetzt war. Aus der Pole-Position startete Johnny Aitken mit einer Einrunden-Durchschnittszeit von 1:33.08 Min. oder 96,69 mph (155,61 km/h). Das Rennen war der zweite Lauf zur AAA-Saison 1916. Die Prämie für den Sieger betrug 12.000 US-Dollar (entspricht 2025 ca. 305.700 Euro).
Der US-Amerikaner Eddie Rickenbacker übernahm nach dem Start die Führung. Er behielt die Spitze bis zur neunten Runde, dann musste er wegen Problemen mit der Lenkung aufgeben. Dario Resta führte 103 der zu fahrenden 120 Runden und gewann. Resta hatte seinen Mechaniker Bob Dahnke auf dem Beifahrersitz. Jack LeCain hatte mit seinem Delage in der 61. Runde einen schweren Unfall und er verstarb wenig später im Spital.
Wegen des Ausbruchs des Ersten Weltkrieges bestand das Fahrerfeld nur aus 21 Autos, dem kleinsten in der Geschichte des Indy 500. In den folgenden Jahren 1917 und 1918 fand kein Rennen statt. Die Strecke wurde als Landebahn, Wartungs- und Tankstelle für Militärflugzeuge genutzt.

## Ergebnisse

### Startaufstellung
| Reihe | Innen | Innen           | Innen Center | Innen Center       | Außen Center | Außen Center     | Außen | Außen         |
| ----- | ----- | --------------- | ------------ | ------------------ | ------------ | ---------------- | ----- | ------------- |
| 1     | 18    | Johnny Aitken   | 5            | Eddie Rickenbacker | 28           | Gil Andersen     | 17    | Dario Resta   |
| 2     | 15    | Barney Oldfield | 29           | Howdy Wilcox       | 27           | Tom Rooney       | 19    | Charlie Merz  |
| 3     | 4     | Pete Henderson  | 1            | Wilbur D’Alene     | 7            | Arthur Chevrolet | 21    | Jules Devigne |
| 4     | 9     | Ora Haibe       | 14           | Josef Christiaens  | 24           | Billy Chandler   | 23    | Aldo Franchi  |
| 5     | 26    | Art Johnson     | 25           | Dave Lewis         | 12           | Tom Alley        | 10    | Ralph Mulford |
| 6     | 8     | Louis Chevrolet |              |                    |              |                  |       |               |

### Schlussklassement
| Pos. | Nr. | Fahrer                                     | Chassis    | Motor      | Zeit/Rückstand            | Qualifikation ø 1 Rd. mph | Start |
| ---- | --- | ------------------------------------------ | ---------- | ---------- | ------------------------- | ------------------------- | ----- |
| 1    | 17  | Dario Resta                                | Peugeot    | Peugeot    | 3:34:17.0 Std. 84,001 mph | 94,400                    | 4     |
| 2    | 1   | Wilbur D’Alene (R)                         | Duesenberg | Duesenberg | 120 Rd.                   | 90,870                    | 10    |
| 3    | 10  | Ralph Mulford                              | Peugeot    | Peugeot    | 120                       | 91,090                    | 20    |
| 4    | 14  | Josef Christiaens                          | Sunbeam    | Sunbeam    | 120                       | 86,080                    | 14    |
| 5    | 15  | Barney Oldfield                            | Delage     | Delage     | 120                       | 94,330                    | 5     |
| 6    | 4   | Pete Henderson abgelöst Eddie Rickenbacker | Maxwell    | Maxwell    | 120                       | 91,330                    | 9     |
| 7    | 29  | Howdy Wilcox abgelöst Gil Andersen         | Premier    | Premier    | 120                       | 93,810                    | 6     |
| 8    | 26  | Art Johnson (R)                            | Crawford   | Duesenberg | 120                       | 83,690                    | 17    |
| 9    | 24  | Billy Chandler abgelöst Frank Elliott      | Crawford   | Duesenberg | 120                       | 84,840                    | 15    |
| 10   | 9   | Ora Haibe (R)                              | Osteweg    | Wisconsin  | 120                       | 87,080                    | 13    |
| 11   | 12  | Tom Alley                                  | Duesenberg | Duesenberg | 120                       | 82,040                    | 19    |
| 12   | 8   | Louis Chevrolet                            | Frontenac  | Frontenac  | 82 (Aufhängung)           | 87,690                    | 21    |
| 13   | 28  | Gil Andersen                               | Premier    | Premier    | 75 (Ölverlust)            | 95,940                    | 3     |
| 14   | 25  | Dave Lewis (R)                             | Crawford   | Duesenberg | 71 (Defekt)               | 83,120                    | 18    |
| 15   | 18  | Johnny Aitken                              | Peugeot    | Peugeot    | 69 (Ventile)              | 96,690                    | 1     |
| 16   | 21  | Jules Devigne (R) abgelöst Jack LeCain     | Delage     | Delage     | 61 (Unfall)               | 87,170                    | 12    |
| 17   | 27  | Tom Rooney (R)                             | Premier    | Premier    | 48 (Unfall)               | 93,390                    | 7     |
| 18   | 7   | Arthur Chevrolet                           | Frontenac  | Frontenac  | 35 (Elektrik)             | 87,740                    | 11    |
| 19   | 19  | Charlie Merz                               | Peugeot    | Peugeot    | 25 (Defekt)               | 93,330                    | 8     |
| 20   | 5   | Eddie Rickenbacker                         | Maxwell    | Maxwell    | 9 (Lenkung)               | 96,440                    | 2     |
| 21   | 23  | Aldo Franchi (R)                           | Peugeot    | Sunbeam    | 9 (Motor)                 | 84,120                    | 16    |

(R) = Rookie

### Führungsrunden
| Fahrer             | Anzahl |
| ------------------ | ------ |
| Dario Resta        | 103    |
| Eddie Rickenbacker | 9      |
| Johnny Aitken      | 8      |